# Basilica di Santa Maria della Steccata
La basilica magistrale di Santa Maria della Steccata, dal 1718 sede dell'Ordine costantiniano di San Giorgio, è un santuario mariano cattolico dalle forme rinascimentali e barocche, situato in strada Giuseppe Garibaldi 5 a Parma, in provincia e diocesi di Parma; l'edificio fu realizzato tra il 1521 e il 1539 ed elevato nel 2008 alla dignità di basilica minore.
La chiesa, che rientra fra il patrimonio dell'Ordine costantiniano, dal 2006 è inoltre sede del Museo costantiniano della Steccata.

## Storia

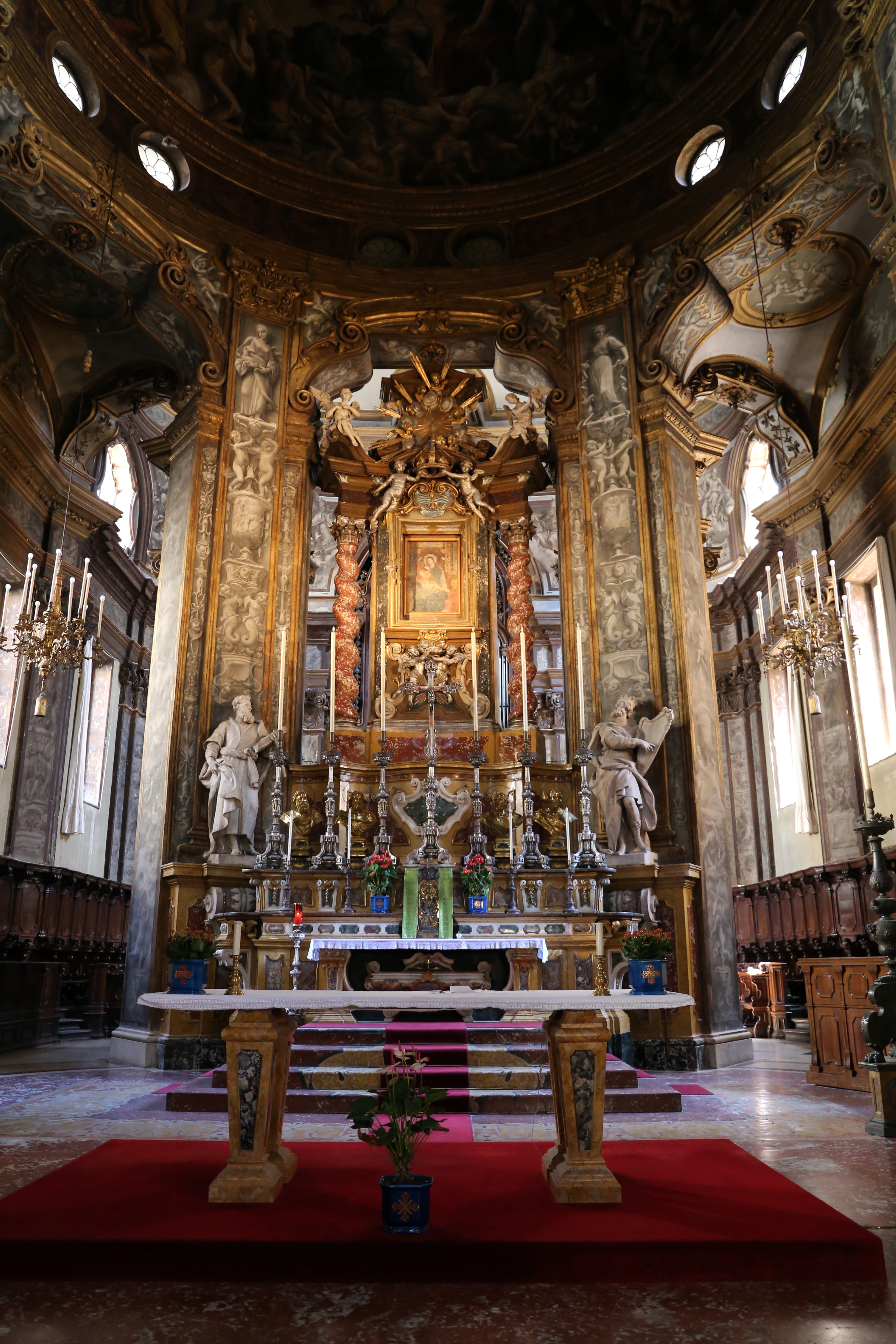
Altare maggiore

Sul sito dell'attuale chiesa della Steccata esisteva sin dal 1392 un oratorio eretto per ospitare una venerata immagine di Giovanni Battista dipinta a fresco sulla parete esterna di una casa di strada San Barnaba (oggi strada Garibaldi): l'edificio divenne poi sede di una Confraternita intitolata alla Vergine Annunciata e finalizzata alla distribuzione di doti matrimoniali per le fanciulle nubili povere e prive della protezione paterna.
Verso la fine del XIV secolo sulla facciata dell'oratorio venne realizzato il dipinto di una Madonna allattante, che divenne presto oggetto di particolare devozione da parte dei parmigiani; dal fatto che l'area dell'edificio era protetta da una staccionata, realizzata forse proprio per regolare l'afflusso dei numerosi pellegrini, quella Vergine iniziò ad essere invocata col titolo di Madonna della Steccata.
Per meglio custodire la preziosa immagine, nel 1521 i congregati decisero di far erigere un grandioso santuario. Il 4 aprile del 1521 il vescovo di Lodi Nicolò Urbani pose la prima pietra dell'edificio: i lavori vennero affidati agli architetti Bernardino e Giovan Francesco Zaccagni da Torrechiara, che avevano già diretto il cantiere della chiesa abbaziale di San Giovanni ma che, dopo alcune divergenze, dal 1525 furono sostituiti da Gian Francesco d'Agrate; la cupola venne realizzata invece tra il 1526 ed il 1527 su disegni di Antonio da Sangallo il Giovane, che era stato inviato a Parma da papa Clemente VII per alcuni lavori di architettura militare.
La chiesa venne consacrata il 24 febbraio del 1539 dal cardinale Gian Maria Ciocchi del Monte, legato papale a Parma e Piacenza.
Nel 1718, papa Clemente XI sottrasse il santuario alla Congregazione che l'aveva voluta per donarla al duca Francesco di Parma e Piacenza, che ne fece la sede dell'Ordine Costantiniano di San Giorgio, l'ordine equestre il cui gran magistero era stato ceduto nel 1699 da Andrea Flavio Comneno ai Farnese.

## Descrizione

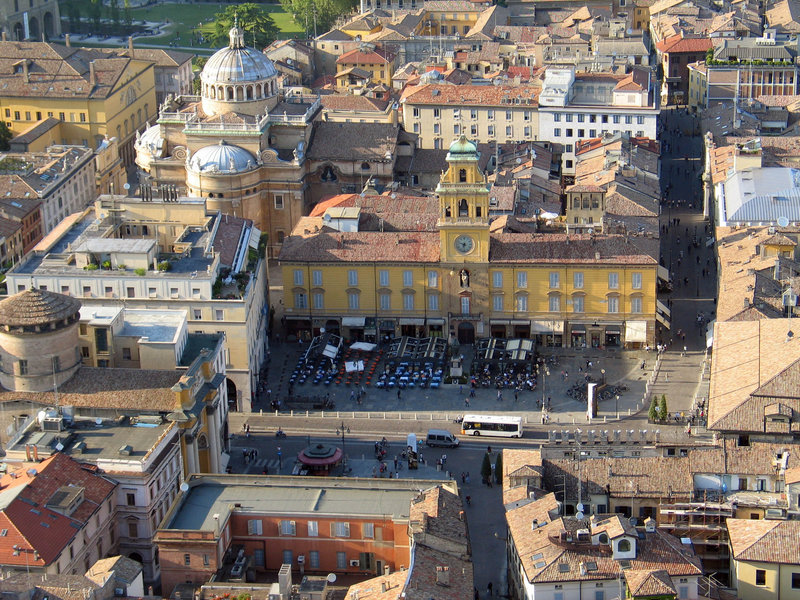
Ubicazione: la Steccata è visibile in alto a sinistra, vicino al teatro regio in giallo, al centro Piazza Garibaldi con il Palazzo del Governatore sempre in giallo.

L'edificio è impostato su una pianta a croce greca, con bracci posti sugli assi cardinali e chiusi da quattro grandi absidi simmetriche, e tra i bracci sorgono quattro cappelle quadrangolari da sempre destinate al culto.
È difficile stabilire a chi spetti la paternità dettagliata del progetto della chiesa, il cui impianto ricorda la soluzione concepita dal Bramante per San Pietro in Vaticano; Vasari, nelle Vite, afferma che fu fatta, "come si dice, con disegno ed ordine di Bramante".
La cupola centrale del Sangallo è invece di chiara derivazione romana.
La pianta ricorda, anche per la mancanza di un campanile, la chiesa della Consolazione di Todi, tuttavia vi sono numerose differenze: tra gli arconi della crociera e le absidi sono inserite delle sezioni di volta a botte mentre sull'esterno degli angoli della croce ci sono delle cappelle; da ciò si può dedurre che le spinte non convogliano sui muri esterni dell'edificio, come invece avviene a Todi.
Si può affermare dunque che la struttura è molto più simile al progetto sul "piano di pergamena" del Bramante per San Pietro.
L'esterno può essere suddiviso in tre livelli:
- 1º livello: absidi e cappelle d'angolo
- 2º livello: tetto e presbiterio
- 3º livello: la cupola

La posizione delle finestre è studiata in funzione dei dipinti interni e la luce si diffonde in maniera graduale in tutta la chiesa: le campate intermedie si trovano leggermente in penombra, l'abside riceve un'illuminazione diffusa ed abbondante ed infine la Cupola viene colpita da una luce intensa.
A questo proposito è molto importante il ruolo delle foglie d'oro negli archi traversi e della doratura del rame delle rosette delle volte a botte.
L'ingresso principale in origine si apriva sul piazzale a sud e venne traslato sull'abside orientale solo nel XVIII secolo.

### L'interno

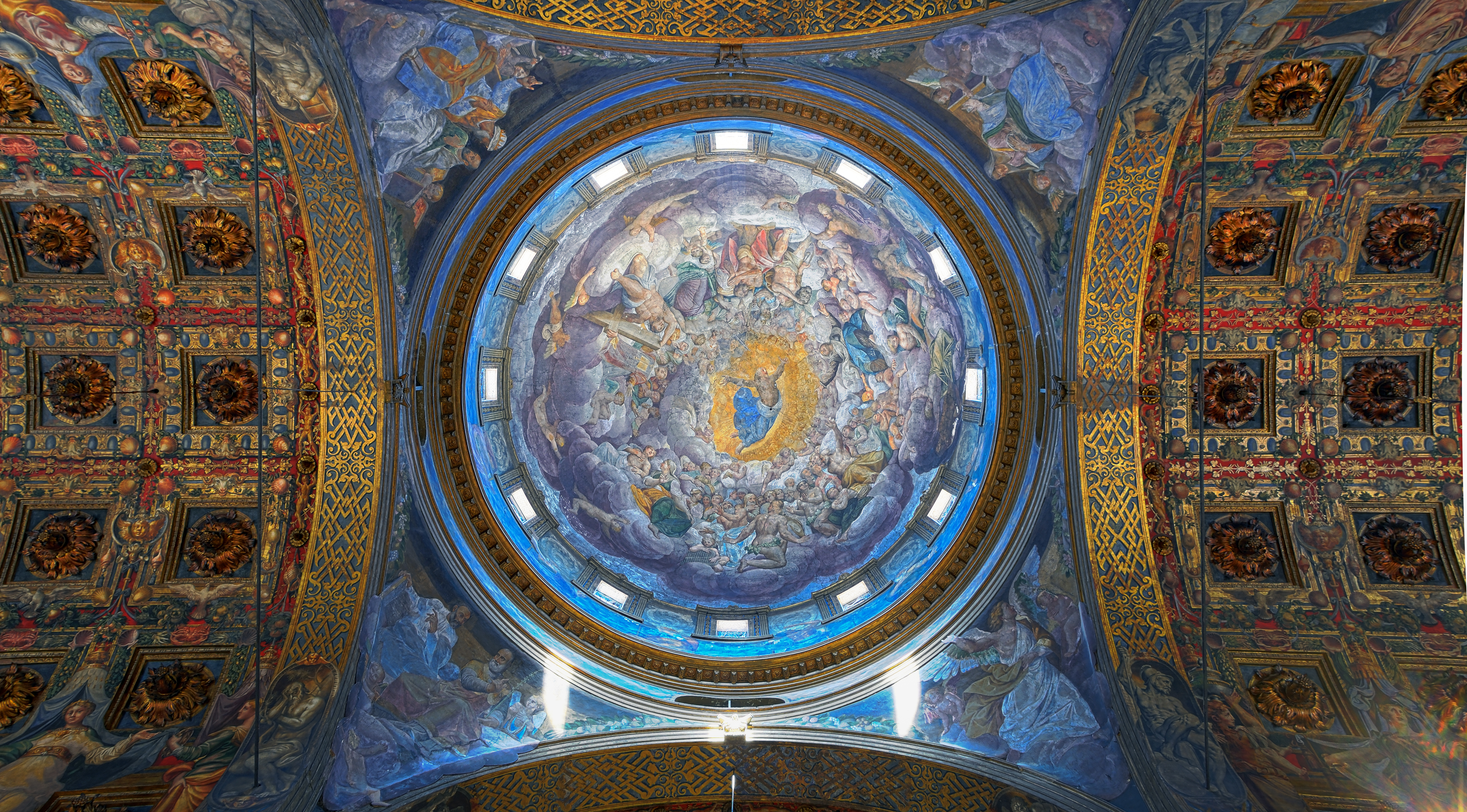
Cupola con l'Assunzione di Maria di Bernardino Gatti

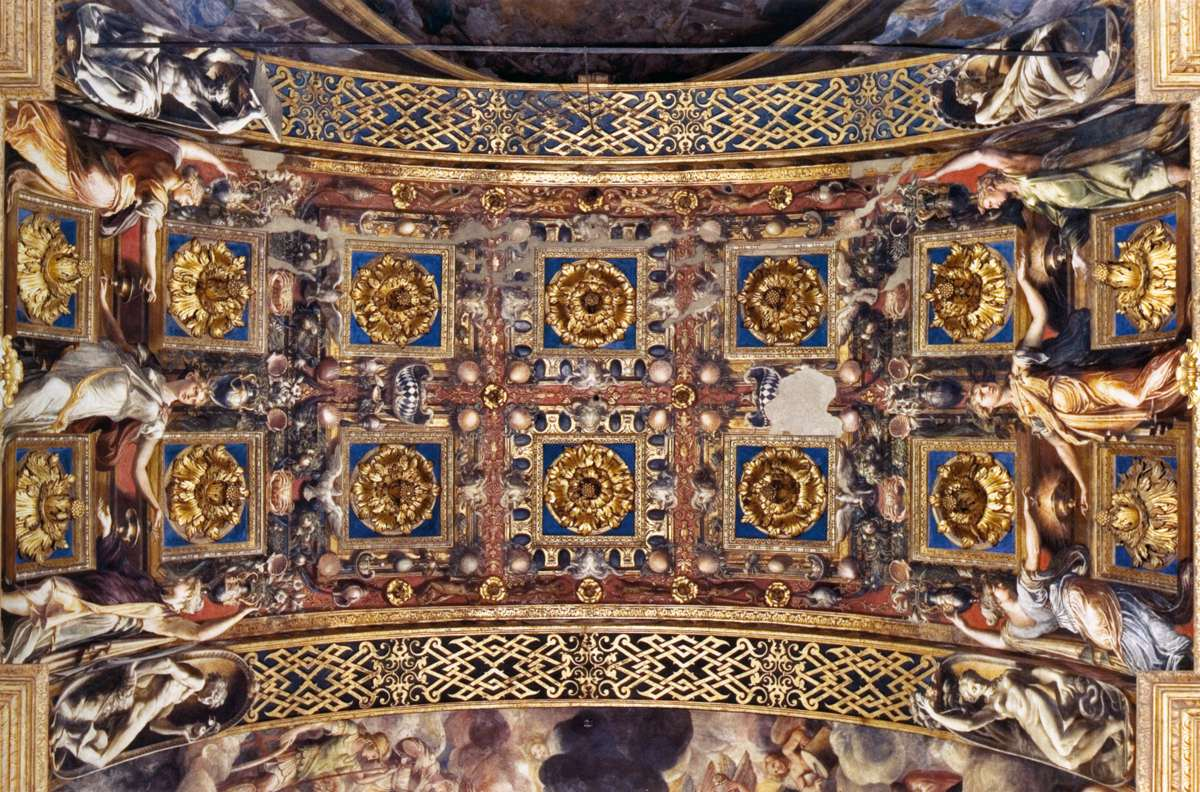
Sottarco del presbiterio con le Tre vergini savie e tre vergini stolte del Parmigianino.

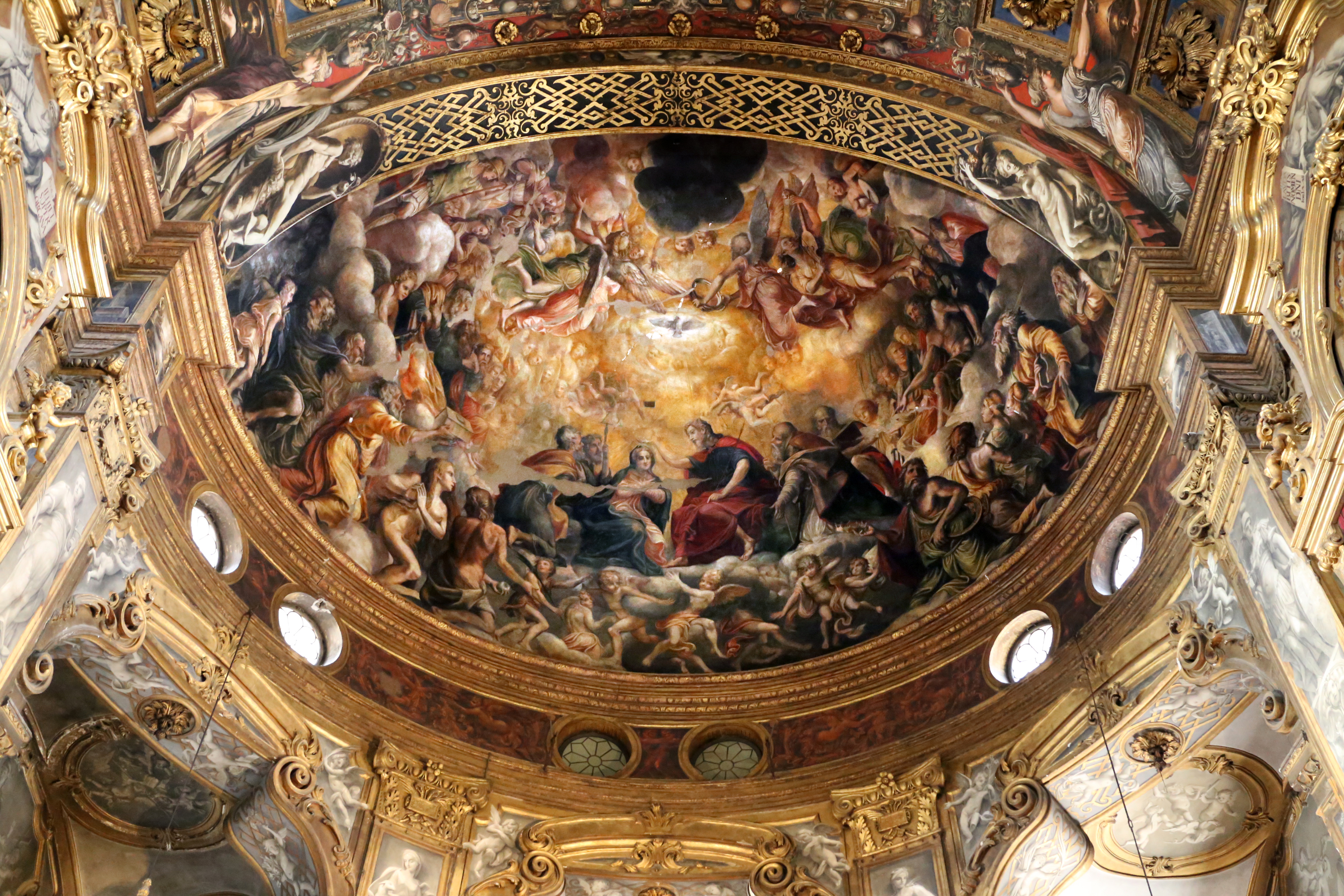
Catino absidale con l'Incoronazione della Vergine di Michelangelo Anselmi

L'interno è ornato da affreschi di scuola parmense del XVII secolo: l'intera decorazione pittorica venne inizialmente affidata al Parmigianino, che però, vittima di una vicenda di committenze tormentata, riuscì infine a realizzare solo i pregevolissimi affreschi del sottarco orientale con Tre vergini savie e tre vergini stolte; i lavori vennero proseguiti da Michelangelo Anselmi, che realizzò gli affreschi con l'Incoronazione della Vergine nel catino absidale orientale (su disegno di Giulio Romano), e da Bernardino Gatti, che dipinse l'Assunzione di Maria nella cupola. Vi sono pure affreschi del parmense Aurelio Barili.
Interessanti sono anche i lavori di ebanisteria per gli arredi sacri della sagrestia nobile, ora parte del percorso del Museo costantiniano della Steccata, e gli stalli del coro dei cavalieri.

#### Sepolture
Nel 1813, le ceneri di Ottavio Farnese furono spostate in Steccata, dopo l'abbattimento della chiesa di San Pietro Martire (sconsacrata già nel 1810) per ampliare il Palazzo della Pilotta.

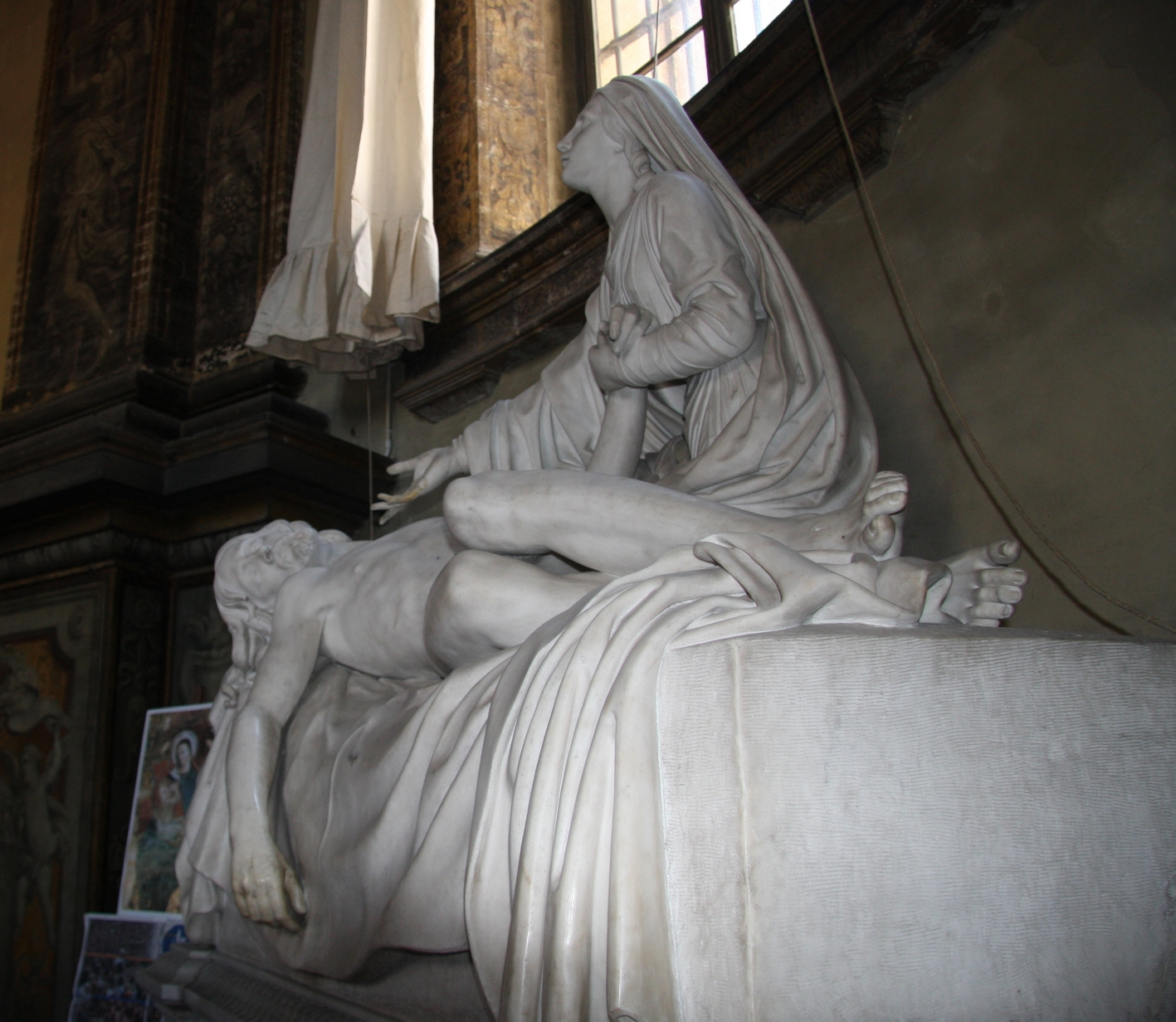
Tommaso Bandini, Pietà

Nel 1823, per volere di Maria Luigia d'Austria, venne realizzata una cripta per conservare i sepolcri dei duchi e dei principi delle case Farnese e Borbone-Parma (le ceneri vennero trasferite dalla chiesa di Santa Maria del Tempio).
Nel 1851 venne collocato presso l'ingresso della chiesa il gruppo con la Pietà di Tommaso Bandini, dedicato alla memoria di Maria Luigia.
Nel 1905 vi venne traslato anche il monumento funebre ad Adamo di Neipperg, marito morganatico della duchessa, realizzato da Lorenzo Bartolini nel 1831 per la chiesa di San Ludovico.
Qui trovarono sepoltura anche Betrando Rossi e Sforzino Sforza, figlio naturale legttimato del cardinale Francesco Sforza di Santa Fiora.

## Organi a canne

### Organo Antegnati

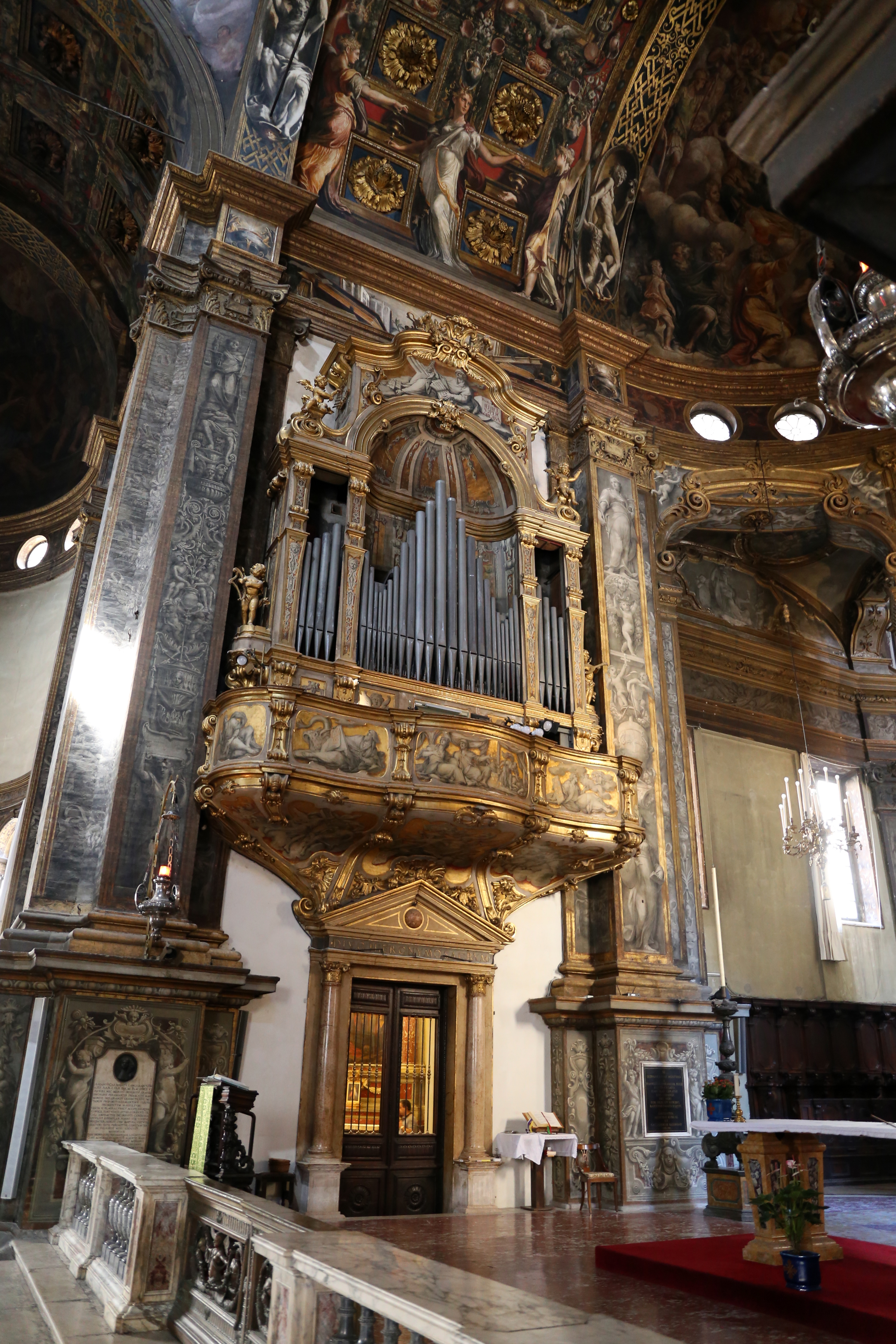
Organo della basilica di Santa Maria della Steccata

Nel 1574 venne ordinata a Benedetto Antegnati la costruzione di un nuovo organo per la basilica in sostituzione di quello precedente, proveniente da un'altra chiesa demolita e presente nella basilica fin dalla sua apertura al culto. Fino ad allora la steccata di Parma ha avuto un organo che non poteva essere utilizzato e allora ci fu un restauro totale dello strumento, lo strumento conta di 4 manuali e 86 registri.
Claudio Merulo, nel 1591 prese servizio a corte come cembalista nella chiesa di S. Maria della Steccata: qui solleciterà alcune sostanziali modifiche all'organo, per un'esecuzione più appropriata della sua musica.
Lo strumento venne in seguito restaurato da altri organari della famiglia ed ampliato nel 1778 da Antonio Negri-Poncini; dopo anni di abbandono, è stato ripristinato nel 1970 dalla ditta Tamburini.
A trasmissione integralmente meccanica, ha un'unica tastiera con prima ottava scavezza ed una pedaliera a leggio di 19 note anch'essa con prima ottava scavezza.

### Organo Vegezzi-Bossi-Tamburini
Nel 1892 venne costruito per la basilica un nuovo organo a canne da Carlo Vegezzi-Bossi. Collocato sopra una cantoria appositamente eretta nell'abside, sostituì nell'utilizzo l'organo Antegnati e venne restaurato nel 1940 da Giovanni Tamburini che sostituì l'originaria trasmissione meccanica con una nuova trasmissione meccanica. Nel 1970, poi, la stessa ditta ha ampliato l'organo e, unendolo a quello antico, lo ha dotato di una nuova consolle. Lo strumento è a trasmissione elettrica ed ha quattro tastiere di 61 note ciascuna ed una pedaliera di 32.